# Luan Skuqi
Luan Skuqi (luan skut͡ɕi; Kavaja, 1951. október 25. –) albán politikus, 1997-ben Albánia oktatásügyi és sportminisztere.

## Életútja
A közép-albániai Kavajában született Skuqi 1971 és 1975 között végezte el a Tiranai Egyetem matematika szakát. 1975–1976-ban Kukësban indult el általános iskolai matematikatanári pályáján. 1976 és 1990 között előbb Lekajban, majd Kavajában oktatott, az 1990/1991-es tanévben pedig egy kavajai középiskola tanára volt.
A rendszerváltást követően 1991-ben belépett az Albán Demokrata Pártba (ADP), tagja lett a párt nemzeti tanácsának, egyúttal 1993-ig a kavajai pártszervezetet is vezette. 1992-től 1997-ig az albán nemzetgyűlésben képviselte pártját. Bashkim Fino 1997. március 11-e és július 24-e között (ekkor folyt a rövid albán polgárháború) kormányzó egységkabinetjében Skuqi vezette az oktatásügyi és sportminisztériumot. Ezt követően 1997-től 2001-ig ismét a kavajai ADP-szervezet munkáját irányította, majd 2001-től 2013-ig ismét nemzetgyűlési képviselőként politizált. Részt vett a külügyi, kereskedelmi és környezetvédelmi bizottságok tevékenységében, a nemzetvédelmi bizottság munkájában pedig titkárként működött közre.